# Vị thành niên
Vị thành niên (chữ Hán: 未成年, nghĩa là "chưa đủ tuổi trưởng thành" hay "chưa là người lớn") là một khái niệm chưa được thống nhất. Tổ chức Y tế Thế giới (WHO) quy định lứa tuổi 10 - 12 tuổi là độ tuổi vị thành niên. Thanh niên trẻ là lứa tuổi 18- 24 tuổi. Chương trình Sức khỏe sinh sản/Sức khỏe tình dục vị thành niên-thanh niên của khối Liên minh châu Âu (EU) và Quỹ Dân số Liên Hợp Quốc (UNFPA) lấy độ tuổi 10 - 16 tuổi.
Trên thế giới, các nước có quy định về độ tuổi thanh niên khác nhau: nhiều nước quy định từ 18 đến 24 tuổi hoặc 15 - 24 tuổi, một số nước quy định từ 15 - 30 tuổi. Ở nhiều quốc gia, bao gồm Úc, Ấn Độ, Philippines, Brazil, Croatia và Colombia, trẻ vị thành niên được xác định là một người dưới tuổi 18.
Trong khi Nhật Bản, Đài Loan, Thái Lan và Hàn Quốc, trẻ vị thành niên là người dưới 20 tuổi. Pháp luật New Zealand quy định trẻ vị thành niên là người dưới 18 tuổi là thích hợp, nhưng hầu hết các quyền của tuổi trưởng thành được giả định ở độ tuổi thấp hơn: ví dụ, giao kết hợp đồng hoặc quan hệ tình dục và có một sự cho phép là có thể hợp pháp ở tuổi 15.
Tại Việt Nam quy định trẻ em là dưới 16 tuổi (luật bảo vệ trẻ em 2016),  thanh niên là từ 16 - 30 tuổi, ngoài ra vị thành niên được xem là lứa tuổi từ 10 đến 18 tuổi. Trẻ em được luật pháp bảo vệ chăm sóc giáo dục là dưới 16 tuổi. Về mặt luật pháp vị thành niên là dưới 18 tuổi.
Như vậy có thể thấy rằng độ tuổi vị thành niên còn được quy định chưa thống nhất giữa các nước trên thế giới.